# Премія «Золота малина» за найгіршу режисуру
Премія «Золота малина» за найгіршу режисеру — нагорода на щорічній премії «Золота малина», яку вручають найгіршому режисеру минулого року. Нижче наведено список номінантів та переможців цієї нагороди, а також фільми, за які вони були номіновані.

## Переможці

### 1980-ті роки
| Рік  | Режисер (-и)       | Фільм                           |
| ---- | ------------------ | ------------------------------- |
| 1980 | Роберт Ґрінвальд   | Ксанаду                         |
| 1981 | Майкл Чіміно       | Брама небесна                   |
| 1982 | Кен Аннакін        | Піратський фільм                |
| 1982 | Теренс Янг         | Інчхон                          |
| 1983 | Пітер Сасді        | Самотня леді                    |
| 1984 | Джон Дерек         | Болеро                          |
| 1985 | Сильвестр Сталлоне | Роккі 4                         |
| 1986 | Прінс              | Під вишневим місяцем            |
| 1987 | Норман Мейлер      | Круті хлопці не танцюють        |
| 1987 | Елейн Мей          | Іштар                           |
| 1988 | Блейк Едвардс      | Захід                           |
| 1988 | Стюарт Раффілл     | Мак і я                         |
| 1989 | Вільям Шетнер      | Зоряний шлях 5: Останній кордон |

### 1990-ті роки
| Рік  | Режисер (-ка)     | Фільм                        |
| ---- | ----------------- | ---------------------------- |
| 1990 | Джон Дерек        | Привиди цього не можуть      |
| 1991 | Міхаель Леманн    | Гудзонський яструб           |
| 1992 | Девід Зельцер     | Світло у темряві             |
| 1993 | Дженніфер Лінч    | Гелена в ящику               |
| 1994 | Стівен Сігал      | В зоні смертельної небезпеки |
| 1995 | Пол Верговен      | Стриптизерки                 |
| 1996 | Ендрю Берґман     | Стриптиз                     |
| 1997 | Кевін Костнер     | Листоноша                    |
| 1998 | Ґас Ван Сент      | Психо                        |
| 1999 | Баррі Сонненфельд | Дикий, дикий Вест            |

### 2000-ні роки
| Рік  | Режисер (-ка)    | Фільм                                    |
| ---- | ---------------- | ---------------------------------------- |
| 2000 | Роджер Крістіан  | Поле битви — Земля                       |
| 2001 | Том Грін         | Пішов ти, Фредді                         |
| 2002 | Ґай Річі         | Віднесені                                |
| 2003 | Мартін Брест     | Джилі                                    |
| 2004 | Пітоф            | Жінка-кішка                              |
| 2005 | Джон Ешер        | Брудне кохання                           |
| 2006 | М. Найт Ш'ямалан | Дівчина з води                           |
| 2007 | Кріс Сівертсон   | Я знаю, хто мене вбив                    |
| 2008 | Уве Болл         | В ім'я короля: Історія облоги підземелля |
| 2008 | Уве Болл         | Постал                                   |
| 2008 | Уве Болл         | Тунельні щури                            |
| 2009 | Майкл Бей        | Трансформери: Помста полеглих            |

### 2010-ті роки
| Рік  | Режисер (-ка) | Фільм                                                |
| ---- | --- | ---------------------------------------------------- |
| 2010 | М. Найт Ш'ямалан | Останній володар стихій                              |
| 2011 | Денніс Дуґан | Джек і Джилл                                         |
| 2011 | Денніс Дуґан | Дружина напрокат                                     |
| 2012 | Білл Кондон | Сутінки. Сага. Світанок: Частина 2                   |
| 2013 | Усі 13 режисерів (Елізабет Бенкс, Стівен Брілл, Стів Карр, Расті Кундієфф, Джеймс Даффі, Гріффін Данн, Пітер Фарреллі, Патрік Форсберг, Вілл Ґрем, Джеймс Ґанн, Боб Оденкерк, Бретт Ратнер і Джонатан ван Туллекен) | Фільм 43                                             |
| 2014 | Майкл Бей | Трансформери: Час вимирання                          |
| 2015 | Джош Тренк | Фантастична четвірка                                 |
| 2016 | Дінеш Д'Соуза та Брюс Шулі | Америка Гілларі: Таємна історія Демократичної партії |
| 2017 | Тоні Леондіс | Емоджі Муві                                          |
| 2018 | Ітан Коен | Голмс та Ватсон                                      |
| 2019 | Том Гупер | Кішки                                                |

### 2020-ті роки
| Рік  | Режисер (-ка)               | Фільм                 |
| ---- | --------------------------- | --------------------- |
| 2020 | Sia                         | М’юзік                |
| 2021 | Крістофер Ешлі              | Діана: Мюзикл         |
| 2022 | Machine Gun Kelly і Mod Sun | Доброго трауру        |
| 2023 | Рис Фрейк-Вотерфілд         | Вінні-Пух: Кров і мед |
| 2024 | Френсіс Форд Коппола        | Мегаполіс             |

## Вікові рекорди
| Рекорд                 | Режисер              | Фільм            | Вік                |
| ---------------------- | -------------------- | ---------------- | ------------------ |
| Найстарший переможець  | Кен Аннакін          | Піратський фільм | 68 років, 244 дні  |
| Найстарший номінант    | Френсіс Форд Коппола | Мегаполіс        | 85 років, 289 днів |
| Наймолодший переможець | Дженніфер Лінч       | Гелена в ящику   | 25 років, 347 днів |
| Наймолодший номінант   | Дженніфер Лінч       | Гелена в ящику   | 25 років, 347 днів |

## Декілька перемог
| Перемоги | Режисер          |
| -------- | ---------------- |
| 2        | Майкл Бей        |
| 2        | Джон Дерек       |
| 2        | М. Найт Ш'ямалан |

## Декілька номінацій
| Номінації | Режисер          | Номінації | Режисер            |
| --------- | ---------------- | --------- | ------------------ |
| 6         | Майкл Бей        | 2         | Кевін Костнер      |
| 6         | Ренні Гарлін     | 2         | Ян де Бонт         |
| 5         | Браян Де Пальма  | 2         | Блейк Едвардс      |
| 4         | Денніс Дуґан     | 2         | Роланд Еммеріх     |
| 4         | М. Найт Ш'ямалан | 2         | Джейсон Фрідберг   |
| 3         | Джон Евілдсен    | 2         | Рон Говард         |
| 3         | Уве Болл         | 2         | Ролан Жоффе        |
| 3         | Джон Дерек       | 2         | Джордж Лукас       |
| 3         | Джеймс Фолі      | 2         | Прінс              |
| 3         | Джон Лендіс      | 2         | Аарон Зельцер      |
| 3         | Гел Нідем        | 2         | Сильвестр Сталлоне |
| 3         | Тайлер Перрі     | 2         | Олівер Стоун       |
| 2         | Стівен Брілл     | 2         | Лана Вачовскі      |
| 2         | Майкл Чіміно     | 2         | Лілі Вачовскі      |
| 2         | Боб Кларк        | 2         | Кінен Айворі Веянс |
| 2         | Білл Кондон      | 2         |                    |